# E-conomic
e-conomic er et online regnskabsprogram udbudt af Visma e-conomic A/S.
e-conomic blev grundlagt i 2001 af revisor Jacob Wandt. I dag er e-conomic ledende i cloudbaserede økonomisystemer i Danmark og har over 160.000 kunder.
I juli 2013 blev selskabet solgt til en kapitalfond for omkring 750 mio. kr., der mindre end to år efter i maj 2015 solgte e-conomic videre til den norske virksomhed Visma for ca. 1,5 mia. kr.
Virksomheden har haft et stigende overskud, og havde i år 2020 et resultat på 250 millioner i overskud før skat.